# Madonna col Bambino (Giovanni Bellini Brera)
La Madonna col Bambino benedicente è un dipinto a olio su tavola (85x115 cm) di Giovanni Bellini, datato 1510 e conservato nella Pinacoteca di Brera di Milano.

## Storia
Quando il maestro dipinse l'opera aveva circa ottant'anni ed era già affermato come uno degli artisti di maggior prestigio del Rinascimento veneziano, capace di aggiornarsi continuamente alle ultime tendenze. 
L'opera è stata restaurata nel 1986-1987, quando si rilevò l'assenza di disegno preparatorio sotto il paesaggio, a conferma dell'estrema confidenza ormai raggiunta dall'autore nel comporre e dipingere la natura. Tra i dettagli tecnici venuti alla luce c'è il procedimento di apporre velature sulla preparazione, intervenendo spesso anche con i polpastrelli delle dita.

## Descrizione e stile
L'opera è affine alla Madonna del Prato di qualche anno anteriore e alla Madonna col Bambino benedicente (oggi al Detroit Institute of Arts) dipinta l'anno precedente. Sebbene manchi quella compenetrazione diretta tra soggetti sacri e sfondo, con recupero della tenda come inframezzo, il paesaggio è comunque impostato su valori atmosferici della pittura tonale, aggiornata alle novità di Giorgione. 
La figura monumentale di Maria assisa in trono campeggia sul paesaggio al di qua di una tenda verde, con il Bambino in piedi su un suo ginocchio in atto benedicente verso lo spettatore. Gli ampi panneggi dilatano il volume del suo corpo, secondo schemi quattrocenteschi, ma mancano quelle asprezze e quell'incisività del segno tipica della produzione anteriore. Il protagonista della rappresentazione è ormai il colore, su cui ruota l'intero equilibrio della composizione. 
Il paesaggio, dalla calda luminosità, è punteggiato di figure ritratte minuziosamente, che derivano dalla tradizione tardogotica, imparata dal padre Jacopo, di studiare i dettagli singolarmente dal vero. A sinistra spicca un ghepardo su un cippo classico, ove si trova a lettere capitali la firma dell'artista e la data 1510 (IOANNES BELLINUS MDX). Notevole è poi la rappresentazione delle attività agricole e di piccoli animali e figurette umane, mentre in lontananza le montagne si perdono su tonalità azzurrine schiarite dalla foschia, secondo le regole della prospettiva aerea. Il risultato è un paesaggio ordinato e unificato dalla luce dorata, che investe anche il gruppo sacro dando all'insieme unità e armonia.